# Tivoli Gardens (Jamaïque)
Pour les articles homonymes, voir Tivoli (homonymie).

Tivoli Gardens est un quartier situé à l'ouest de Kingston, la capitale de la Jamaïque.

## Historique
Quartier pauvre situé à l'ouest de la capitale jamaïcaine, Tivoli Gardens prend son nom en référence à la ville de Tivoli en Italie, célèbre pour ses jardins de la villa d'Este notamment. Ce quartier a été construit en 1966 sur décision d'Edward Seaga, alors ministre du développement, à l'emplacement du bidonville de Back-O-Wall. Le chanteur Prince Buster relate la destruction du quartier de Back-O-Wall sur son titre Shanty Town sorti en 1967. 
Les immeubles flambant neufs construits sur les ruines de Back-O-Wall sont alors réservés aux partisans du Parti travailliste de Jamaïque (JLP), le parti de Seaga. De ce fait, Tivoli Gardens fut dès l'origine l'un des grands bastions électoraux du JLP. Dans les années 1970, de nombreux gangsters sont par le JLP pour déstabiliser les autres quartiers de Kingston qui soutenaient, eux, le Parti national du peuple, parti adverse dirigé par Michael Manley. De violents affrontements opposeront durant la décennie, les gangs de Tivoli Gardens à ceux d'Arnett Gardens (surnommé « Concrete Jungle »), situé au nord du quartier de Trenchtown. Le centre de Trenchtown (appelé aussi « Rema »), servira longtemps de ligne de front entre les partisans de chaque parti. 
En 1980, la victoire électorale du JLP permet à Edward Seaga, nommé Premier ministre de la Jamaïque, de faire édifier de nouveaux docks à l'ouest de Kingston. Cette opération d'urbanisme débouche sur le Newport West, qui permet au quartier de Tivoli Gardens d'avoir un accès direct à la mer. C'est par ce point stratégique que va s'organiser un intense trafic de drogue et d'armes  entre la Jamaïque et les États-Unis via des réseaux jamaïcains créés aux États-Unis dans les années 1970, par des gangsters exilés de Tivoli Gardens. 
Ce quartier est toujours réputé pour son extrême violence et sa criminalité liée aux trafics divers (drogues, armes) ayant conduit la police et l'armée à intervenir à deux reprises contre les clans armés les 7-9 mai 1997 et les 7-10 juillet 2001 faisant respectivement quatre et 21 morts parmi la population et les forces de l'ordre. Un monument intitulé Lest We Forget et formant une croix noire où sont marqués le nom des 31 victimes, a été érigé à l'angle de Darling Street et de Spanish Town Road. Plus récemment le baron de la drogue jamaïcain et trafiquant d'armes Christopher Coke y a été arrêté en juin 2010 lors d'une opération militaire.

## Le gang des Phœnix et du Shower
Créé en 1967 par Edward Seaga pour contrôler le quartier et lutter contre les gangs adverses liés au PNP, le gang des Phœnix est d'abord dirigé par Zackie « the Hight Priest », puis Franck « Badword » Gillespie. En 1972, la victoire du PNP aux élections oblige Claudie Massop le chef des phoenix à s'exiler au Royaume-Uni. En 1976, c'est une fine gâchette des phœnix, Lester « Jim Brown » Coke qui est soupçonné d'avoir tenté d'assassiner Bob Marley.
Au début des années 1980, les phœnix changent de nom et s'appellent désormais le Shower posse car, selon la légende, il « asperge » ses rivaux de balles. Le gang, dirigé par « Jim Brown » Coke, s'internationalise avec le développement du trafic de drogue (marijuana, puis cocaïne) et une « filiale » du Shower s'installe à New York, dans le quartier du Bronx, où elle est dirigée par Vivian Blake. Il faut attendre les élections de 1989 et la défaite d'Edward Seaga pour voir Jim Brown inquiété. La police parvient à l'arrêter en 1992 et il meurt au cours de sa détention dans des circonstances troubles. C'est son fils Christopher Coke alias « Dudus » qui prend sa succession à la tête du Shower posse, jusqu'à son arrestation en 2010.

## Sports
Le Tivoli Gardens Football Club est un important club de football jamaïcain, quatre fois vainqueur du championnat national et double vainqueur de la Coupe de Jamaïque de football.

## Personnalités liées à Tivoli Gardens
- Desmond McKenzie (en) (1952), politicien jamaïcain ayant grandi dans ce quartier.